# Flugplatz Rethymno

i8
i11
i13
Der Flugplatz Rethymno (griechisch Αεροδρόμιο Πηγής Aerodromio Pigis) war ein Militärflugplatz östlich von Rethymno auf der griechischen Insel Kreta. Der Flugplatz war eines von vier Angriffszielen der Wehrmacht bei der Schlacht um Kreta.
Heute sind keine Überreste des Flugplatzes mehr vorhanden.
Der Flugplatz lag 8 km östlich von Rethymno, etwa 250 m von der Küste entfernt. Die Briten hatten ihn im November 1940 zur Verteidigung der Insel gegen einen Angriff der Achsenmächte anzulegen begonnen und er konnte im März 1941 abgenommen werden.
Die Bewohner der nahe gelegenen Adele und Pigi arbeiteten gegen Bezahlung an den Bauarbeiten mit. Er war 960 m lang und 120 m breit.
Der Flugplatz war kein wesentlicher Luftstützpunkt und daher gab es keine Flugabwehreinrichtungen oder andere Infrastruktur. Britischen Geheiminformationen zufolge war der Flugplatz Rethymno im Februar 1941 noch im Bau, während die Landebahn nur für Kampfflugzeuge geeignet war.
Seine Nordseite grenzte an die alte Nationalstraße, wo sie bis heute unverändert geblieben ist. Am westlichen Ende des Flugplatzes befand sich eine kleine Funkstation der Royal Air Force.
Während der Schlacht um Kreta war der Flugplatz eines der vier Angriffsziele neben Maleme, Chania und Iraklio.
Die Verteidigung war zwei australischen (2/11th und 2/1st) und einem griechischen Bataillon übertragen worden.
Zu diesem Zweck besetzten sie zwei defensive Positionen auf den Höhen östlich des Flugplatzes, d. h. auf dem Hügel Kefala bzw. Hill A, wie ihn die Australier nannten, sowie auf den Höhen südlich der Landebahn auf Hill B.
Nach vorheriger Bombardierung landeten deutsche Fallschirmjäger am 20. Mai 1941 in den Nachmittagsstunden verstreut über den Landezonen von Rethymno. Die Briten waren aufgrund von Ultra über die deutschen Angriffspläne detailliert informiert. Aufgrund von Staubproblemen an den Flughäfen in Festlandgriechenland waren die Transportflugzeuge mit mehreren Stunden Verspätung gestartet, was den Überraschungsmoment entfallen ließ, da am selben Tag zuvor bereits Fallschirmjäger bei Maleme gelandet waren. Obwohl die Fallschirmjäger keine personelle Unterstützung mehr erhielten und keinen Kontakt nach Athen halten konnten, konnte keine der beiden Seiten in den folgenden Tagen die Überhand in zahlreichen Gefechten erringen. Die entscheidenden Kämpfe um den Sieg waren im Westen Kretas ausgetragen worden. Nachdem der Flugplatz Maleme eingenommen worden war, verschob sich die Lage allmählich zugunsten der Wehrmacht. Über jenen Flugplatz wurden Truppen und Nachschub eingeflogen. In den Mittagsstunden des 29. Mai erreichten erstmals Soldaten aus dem Westen den Gefechtsschauplatz bei Rethymno.
Die australischen Truppen ergaben sich den Deutschen am 30. Mai 1941 und so eroberten sie den Flugplatz.
Die Deutschen nutzten sodann den Flugplatz für Transportflüge.
Im Oktober 1944 zerstörten die Deutschen bei ihrem Abzug den Flugplatz und sprengten seine Verteidigungsanlagen. Nach 1945 wurde ein Teil des Flugplatzes landwirtschaftlich genutzt und in den 1960er Jahren wurde ein Teil der Start- und Landebahn von Kleinflugzeugen für Sprühflüge genutzt. Heute ist außer einigen wenigen bewirtschafteten Teilen nichts mehr zu sehen.